# Desa Pemenang Barat
Desa Pemenang Barat är en administrativ by i Indonesien.   Den ligger i provinsen Nusa Tenggara Barat, i den sydvästra delen av landet, 1 000 km öster om huvudstaden Jakarta. Desa Pemenang Barat ligger på ön Lombok Island.